# NGC 5656
NGC 5656 ist eine 11,9 mag helle Spiralgalaxie mit ausgeprägten Emissionslinien vom Hubble-Typ Sab im Sternbild Bärenhüter. Sie ist schätzungsweise 145 Millionen Lichtjahre von der Milchstraße entfernt und hat einen Durchmesser von etwa 80.000 Lj.
Das Objekt wurde am 1. Mai 1785 von Wilhelm Herschel mit einem 18,7-Zoll-Spiegelteleskop entdeckt, der sie dabei mit „F, pL, irregular figure“ beschrieb.